# De la grammatologie
 (mars 2010).
- Si vous ne connaissez pas le sujet, laissez ce bandeau (vous pouvez alors contacter les auteurs).
- Si vous supprimez le contenu mis en cause (vous pouvez préalablement contacter les auteurs),

argumentez précisément cette suppression dans la page de discussion
(un manque de référence n'est pas un argument ; une recherche réelle de référence doit avoir été effectuée, être formellement documentée).
Pour les articles homonymes, voir Grammatologie.
De la grammatologie est un ouvrage de Jacques Derrida paru aux Éditions de Minuit en 1967.
Dans ce texte qui est une des œuvres maîtresses de Derrida, il est essentiellement question de mettre en acte une science de l'écriture sur le modèle de la linguistique, qui est la science du langage. Il n'en reste pas moins que la science de l'écriture n'est pas tout à fait une science du langage, cette dernière se fondant sur une idéalisation du sens que refuse la linguistique structurale à laquelle Derrida se réfère. La linguistique tombe dans des paralogismes du fait de l'oubli dans lequel elle se tient de la psychanalyse (et de la philosophie) que la grammatologie prétend intégrer dans une pensée de l'écriture qui récuse toute oralité, toute tentation de la présence.

## Genèse
Selon Bernard Stiegler, cet ouvrage a en partie pour genèse diverses circonstances : le fait que son épouse Marguerite Derrida se formait alors en anthropologie auprès d'André Leroi-Gourhan, ce qui a incité Jacques Derrida à publier une recension pour la revue Critique  de l'ouvrage de Leroi-Gourhan venant de paraître Le Geste et la Parole. De plus Derrida vient de publier un article sur Rousseau et l'origine des langues et s'inspire de La Voix et le Phénomène de Husserl. L'étude des concepts de rétention et de protention, confrontée à un certain apport anthropologique est à l'origine de la réflexion de Derrida à l'origine de De la grammatologie. Cela poursuit le débat qu'il ouvre dans La violence de la lettre, quant à l'opposition de Leroi-Gourhan et Lévi-Strauss sur le symbolique et la technique.

## Résumé

### Grammatologie et psychanalyse
La psychanalyse, selon Derrida, a en effet appris au penseur à soupçonner les métaphores cartésiennes de la transparence des énoncés, et c'est sur la base d'une telle critique établie par Freud que Derrida pose la question de l'écriture (à ce sujet, voir L'écriture et la différence, "Freud et la scène de l'écriture"). Dans la description proposée par Freud de l'appareil psychique, il est en effet question de traiter du rêve comme d'un rébus qui ne dit pas tout ce qu'il dit, mais se donne à comprendre comme une économie de la psychè. 

#### Découverte de l'inconscient et herméneutique
Cet aspect des choses va pousser Derrida dans la direction d'une pensée de l'auto-bio-graphie (cf. L'animal autobiographique). Bref, l'idéalisation répond en effet à la tentation de rendre visible quelque chose de l'invisible, et se donne ultimement pour être un refus de l'hypothèse de l'inconscient. De ce point de vue, à côté de Badiou, de Deleuze et de Lyotard, Derrida appartient à une série de philosophes qui, disciples directs ou indirects d'Althusser, pensent que la découverte de l'inconscient oblige à une refonte complète de la philosophie, jusque dans le rapport qu'elle entretient avec l'élément du texte. Le commentaire ne peut plus occuper la fonction d'un exercice neutre de l'herméneutique, mais oblige à la traque de l'impensé dont le texte est le symptôme.

### La déconstruction
Cet aspect des choses sera d'ailleurs théorisé sous le terme même de Déconstruction. Ce qu'emporte avec soi par exemple le grec theoria qui veut dire : contemplation ne peut pas être laissé à l'abandon d'une évidence en tant qu'il s'agit aussi d'une définition de la Pensée qui a affaire au visible. La science de l'écriture (De la grammatologie) est ici par exemple l'occasion de saisir une détermination qui temporalise inévitablement son objet, là où l'écriture concerne un phénomène atemporel. Une des intuitions les plus fécondes de Derrida touche au fait que l'écriture n'est pas de l'ordre du visible, ni de l'ordre de l'audible (cf. La voix et le phénomène, ainsi que les nombreuses analyses proposées au sujet d'Artaud, témoin de cette tentation de la "présence pleine" -Husserl). 
Elle renvoie à un autre régime qu'est celui de la littéralité. La littéralité est non seulement l'instance de la lettre (Lacan, Freud) mais encore ce qui force la pensée au point d'une adhérence qui la laisse sans ombre, sans ombre identique à la plus confuse des ombres, précisément (tout se renverse en ce point si on tient compte de la disqualification qui corrompt toute métaphore du visible). De ce point de vue la science de l'écriture peut parfois donner l'impression de ne pas être une science mais de faire l'objet d'une donation (intransmissible). 
Ceci explique pourquoi il y a une espèce de théologie négative chez Derrida, en même temps qu'une constante pensée de Dieu en ce lieu qui est un non-lieu (le fait de l'écriture). Il n'en reste pas moins que c'est là encore une illusion en ce sens que la donation, fut-elle intransmissible, renvoie encore au mythe de la "présence pleine".
Il n'y a pas de phénoménologie de l'écriture pensable. Cette dernière est irréductible aux termes phénoménologiques qu'emporte le programme d'une conscience de signe, conscience qui brille toujours de l'éclat de sa propre durée. L'écriture dément en tant que lieu de l'absence ou du négatif tout programme phénoménologique qui chercherait à la viser en tant que telle. Elle est de l'ordre d'un impératif, une imposition, une obligation (au sens de Lévinas). Il y a une altérité (et en ce sens une transcendance) de l'écriture depuis laquelle s'expose la proximité de la philosophie de Derrida avec celle de Lévinas, et avec le fait juif (monothéiste). L'écriture est de l'ordre de l'autre, mais d'une altérité inappariable, irréductible (en tant qu'elle est le lieu même de toute transmission).

### Portée de la grammatologie
La science de l'écriture avance, et c'est sa conaturalité à la méthode déconstructive qui est ici en question, comme une pensée de la transition, de la transduction ou de la traduction. On ne peut en approcher l' "essence" qu'au fur et à mesure des substitutions et des permutations auxquelles obligent l'exercice aveugle de la traduction (cf. "le monolinguisme de l'autre"). 
La grammatologie, précisément est finalement, une science philosophique au sens classique du terme, à savoir une science qui ne cesse de revenir sur ses conditions de possibilité, une science qui n'avance qu'en régressant  vers le doute qui est son fondement. Le texte de Derrida qui prétend aussi fonder cette discipline en tant que "science positive" est aussi bien influencé par la distinction lacanienne entre signifiant et signifié que par une longue note critique consacrée à Rousseau. En ce qui concerne le premier point, il est évident que l'écriture est le lieu du signifiant, et qu'en ce sens toute grammatologie ne peut valoir que d'être l'attachement à la béance de l'écart entre le contenu manifeste de la lettre et la série des déplacements (sur l'axe paradigmatique) qu'institue l'inconscient d'un texte. Elle est une méthode qui se confond pour part avec son objet, et c'est ce qui en fait la difficulté remarquable.

### La grammatologie est la science des éléments graphiques: lettres de l'écriture alphabétique, caractères de l'écriture idéographique chinoise
Le mot grec grammatologie signifiant science des lettres au sens d'éléments graphiques, le titre de l'ouvrage de Derrida appelé De la grammatologie annonce une approche résolument scientifique de l'écriture envisagée dans les éléments graphiques susceptibles d'être utilisés: lettres de l'écriture alphabétique, caractères de l'écriture chinoise.  L'ouvrage de Derrida: De la grammatologie n'est pas une étude scientifique des lettres mais une réflexion sur la place de l'écriture dans l'activité intellectuelle. Ainsi, plusieurs se sont interrogés sur le choix de Derrida, qui a préféré « grammatologie » au terme latin d'« écriture ».